# Joachim Balke
Joachim Balke   (Dortmund, 12 de setembre de 1917 - Nóvgorod, 19 de gener de 1944) fou un nedador alemany, especialista en braça, que va competir durant la dècada de 1930.
El 1936 va prendre part en els Jocs Olímpics d'Estiu de Berlín, on fou sisè en la prova dels 200 metres braça del programa de natació.
En el seu palmarès destaca una medalla d'or en els 200 metres braça del Campionat d'Europa de natació de 1938, i el campionat nacional de 1936, 1938, 1940 i 1941 de la mateixa distància. El 1940 també guanyà el campionat alemany dels 100 metres braça. El 1938 va millorar el rècord del món dels 100 metres braça.
Va morir durant la Segona Guerra Mundial al Front Oriental d'Europa.